# 哈利·温佐
哈利·温佐（英語：Harley Windsor，1996年10月22日—），又名哈利·达尔斯特伦-温佐（英語：Harley Dahlstrom-Winsor），出生于新南威尔士州彭里斯，是一名澳大利亚男子花样滑冰运动员，主攻双人滑。他的父母都拥有土著血统。他在2005年因为留意到黑镇的一家冰场而开始对滑冰感兴趣。一开始他练习的是单人滑，后来开始转攻双人滑，他的首位国际比赛搭档是俄罗斯出生的叶卡捷琳娜·亚历山德罗夫斯卡娅，两人在2015年12月开始搭档。两人在搭档期间通过2017年内伯尔杯获得2018年平昌冬奥参赛资格，温佐也成为历史上首位参加冬奥的澳大利亚原住民。2020年2月，由于亚历山德罗夫斯卡娅的健康出现问题，两人的搭档关系宣告解除。